# Вашингтон-Рейган
Національний аеропорт імені Рональда Рейгана (IATA: DCA, ICAO: KDCA, FAA ідент. місц.: DCA) — аеропорт в Арлінгтоні (штат Вірджинія), розташований поруч із кордоном Вашингтона, округ Колумбія (США). Є меншим із двох комерційних аеропортів, які обслуговують столичний регіон США (більший аеропорт — міжнародний аеропорт імені Даллеса, розташований приблизно за 48 км на захід від столиці в округах Ферфакс і Лаудун у Вірджинії). Аеропорт імені Рональда Рейгана знаходиться всього за 8 км від центру Вашингтона, що робить його найближчим і найзручнішим комерційним аеропортом у столиці.
Аеропорт відкрився в 1941 році і спочатку називався Вашингтонським національним аеропортом (Washington National Airport). Частина початкового терміналу досі використовується як Термінал 1. Більший другий термінал, тепер відомий, як Термінал 2, відкрився в 1997 році. У 1998 році Конгрес прийняв, а президент Білл Клінтон підписав закон про перейменування аеропорту на честь 40-го президента США Рональда Рейгана, який перебував на посаді з 1981 по 1989 рік .
Станом на жовтень 2023 року Reagan National обслуговує 98 безпосадочних напрямків . Він є хабом для American Airlines. Він приймає міжнародні рейси, але аеропорт не має імміграційних та митних служб, що обмежує маршрути до тих, які мають засоби попереднього оформлення Митної та прикордонної служби США, включаючи великі аеропорти Канади та Карибського басейну. У Національному аеропорту Рейгана також знаходиться Вашингтонська повітряна станція берегової охорони .
У 2023 році аеропорт обслужив понад 25,4 мільйона пасажирів, що є другим показником серед трьох аеропортів, що обслуговують регіон, і новим пасажирським рекордом для аеропорту.  Головна злітно-посадкова смуга аеропорту є найзавантаженішою в країні .
Аеропорт належить федеральному уряду і є одним з двох, що управляються Управлінням аеропортів Вашингтона (MWAA), які обслуговують столичний регіон Вашингтона; інший, також розташований у Північній Вірджинії, - Міжнародний аеропорт імені Даллеса, розташований приблизно за 25 миль (40 км) на захід у графствах Ферфакс і Лаудун .